# وحيد القزويني
وحيد القزويني (بالفارسية: وحید قزوینی) هو من علماء وأدباء إيران في العصر الصفوي.
هو محمد طاهر، وقيل طاهر بن محمد حسين القزويني، وقيل الشيرازي النجفي القمي، المشهور بوحيد، الملقب بعماد الدين. كان شيرازي الأصل غير أنه سكن قم، ثم انتقل إلى النجف وبها نشأته. تتلمذ عليه محمد بن الحسن الحر العاملي، وعاصر السلطان عباس الصفوي الثاني وحظي لديه، وفي سنة 1011 هـ صار مؤرخ بلاطه، ثم أصبح وزيرا في عهد السلطان سليمان الصفوي. توفي في قم سنة 1112 هـ، وقيل سنة 1098 هـ، وقيل سنة 1105 هـ، وقيل سنة 1120 هـ.

## آثاره
كان ينظم الشعر بالفارسية والتركية والعربية وله تصانيف عدة منها: «تاريخ شاه عباس دوم» و «حكمة العارفين» و «الجامع في اصول الفقه» و «بهجة الدارين» و «مرآة الإعجاز» و «الاربعين» و «فرحة الدارين» و «تحفة الأخبار».